# SM-102
SM-102 ist ein basisches Lipid und Transfektionsreagenz, das als pharmazeutischer Hilfsstoff verwendet wird. SM-102 ist Bestandteil des COVID-19-Impfstoffs mRNA-1273 und des RSV-Impfstoffs mResvia. Am 18. Dezember 2020 erteilte die Food and Drug Administration (FDA) die Notfallzulassung für mRNA-1273 in den USA. Am 6. Januar 2021 wurde der Impfstoff in der Europäischen Union bedingt zugelassen.

## Eigenschaften
SM-102 wird als Transfektionsreagenz verwendet, um Nukleinsäuren wie DNA und mRNA in Zellen einzuschleusen. Im Jahr 2018 wurde es erstmals in einer Reihe neuer Transfektionsreagenzien beschrieben. SM-102 wurde im Zuge der Zulassung als Bestandteil des RNA-Impfstoffs mRNA-1273 in klinischen Studien getestet. Als Ausgangslösung ist SM-102 in Ethanol gelöst, wird aber anschließend in wässrigen Lösungen verdünnt. Als amphiphiles Lipid ist SM-102 relativ unpolar und bildet aufgrund von hydrophoben Wechselwirkungen in wässrigen Lösungen selbstständig Micellen aus. Die basische Aminogruppe von SM-102 ist bei physiologischen pH-Werten protoniert und somit positiv geladen und orientiert sich zur Oberfläche der sonst im Inneren unpolaren Micelle hin. An die positiven Ladungen auf der Oberfläche der Micellen binden Nukleinsäuren, die aufgrund der Phosphatgruppen bei physiologischen pH-Werten vielfach negativ geladen sind. Nach Injektion und Aufnahme in Zellen per Endozytose erfolgt eine Verschmelzung der Micelle mit der Endosomenmembran und eine Freisetzung der Nukleinsäure ins Zytosol, wo mRNA zur Proteinbiosynthese verwendet wird. DNA wird dagegen in den Zellkern importiert und per Transkription in RNA umgeschrieben, die anschließend ins Zytosol exportiert wird.